# Elecciones presidenciales de Perú de 1872
En 1871 se realizaron las elecciones presidenciales del Perú de 1872  al acercarse el fin del gobierno constitucional del presidente José Balta, se convocó a elecciones presidenciales. Balta, que al principio deseaba lanzar la candidatura de su hermano Juan Francisco Balta, decidió finalmente apoyar la de un expresidente, el anciano general José Rufino Echenique. También se presentó como candidato el doctor Manuel Toribio Ureta, Fiscal Supremo, que postulaba como líder de los liberales.
Pero fue la candidatura de Manuel Pardo y Lavalle, como líder del recién fundado Partido Civil, la que tomó fuerza en todo el país y en diversos grupos sociales. El 6 de agosto de 1871 logró congregar en la Plaza de Acho a 14.000 ciudadanos, que se reunieron para escucharle, número muy apreciable para la época, por lo que sin duda fue todo un acontecimiento.
Sectores del ejército y la iglesia se opusieron a la candidatura de Pardo. Las acusaciones más reiteradas que hicieron contra Pardo fueron las de francmasón, aristócrata y monarquista; de no representar a la nación, sino a un grupo de gente selecta con intereses mezquinos. Todavía muchos veían a los militares como los hombres más desinteresados y hechos para el mando.
Las elecciones se desarrollaban en dos fases: en la primera se elegía a los electores, quienes se agrupaban en Colegios Electorales, y en la segunda, los electores elegían al Presidente y el Congreso. El 15 de octubre de 1871 tuvo lugar la primera elección. Los civilistas consiguieron tener representantes en casi todos los departamentos, evitando así la tradicional y violenta toma de las mesas. El resultado favoreció a Pardo. Ureta declinó su postulación. El presidente Balta auspició entonces una candidatura de conciliación nacional en la persona del jurista Antonio Arenas, viéndose Echenique obligado a renunciar a su candidatura para ceder espacio al nuevo candidato. Pero ya era demasiado tarde para revertir la orientación popular. hubo una tensa lucha entre el militarismo y el civilismo. En abril de 1872 se reunieron los colegios electorales. En Lima triunfó Pardo; en los días siguientes los telegramas del interior ratificaron el triunfo. De 4.657 electores, Pardo obtuvo 2.692 votos. En estas elecciones Prado llegó a ser el primer presidente civil del Perú.
Un evento interesante a mencionar es la rebelión de los hermanos Gutiérrez. Quienes intentaron un golpe de Estado ante la victoria de Pardo. Este hecho desembocaría en el asesinato de José Balta, diferentes manifestaciones y disturbios hechos por civilistas y con el escarmiento público de dos de los cuatro hermanos Gutiérrez a mano de la turba enfurecida. El hecho fue comparado incluso con la Revolución Fancesa, aunque ello es sólo una expresión romántica debido a la diferencia social e histórica de ambos países.